# 再入

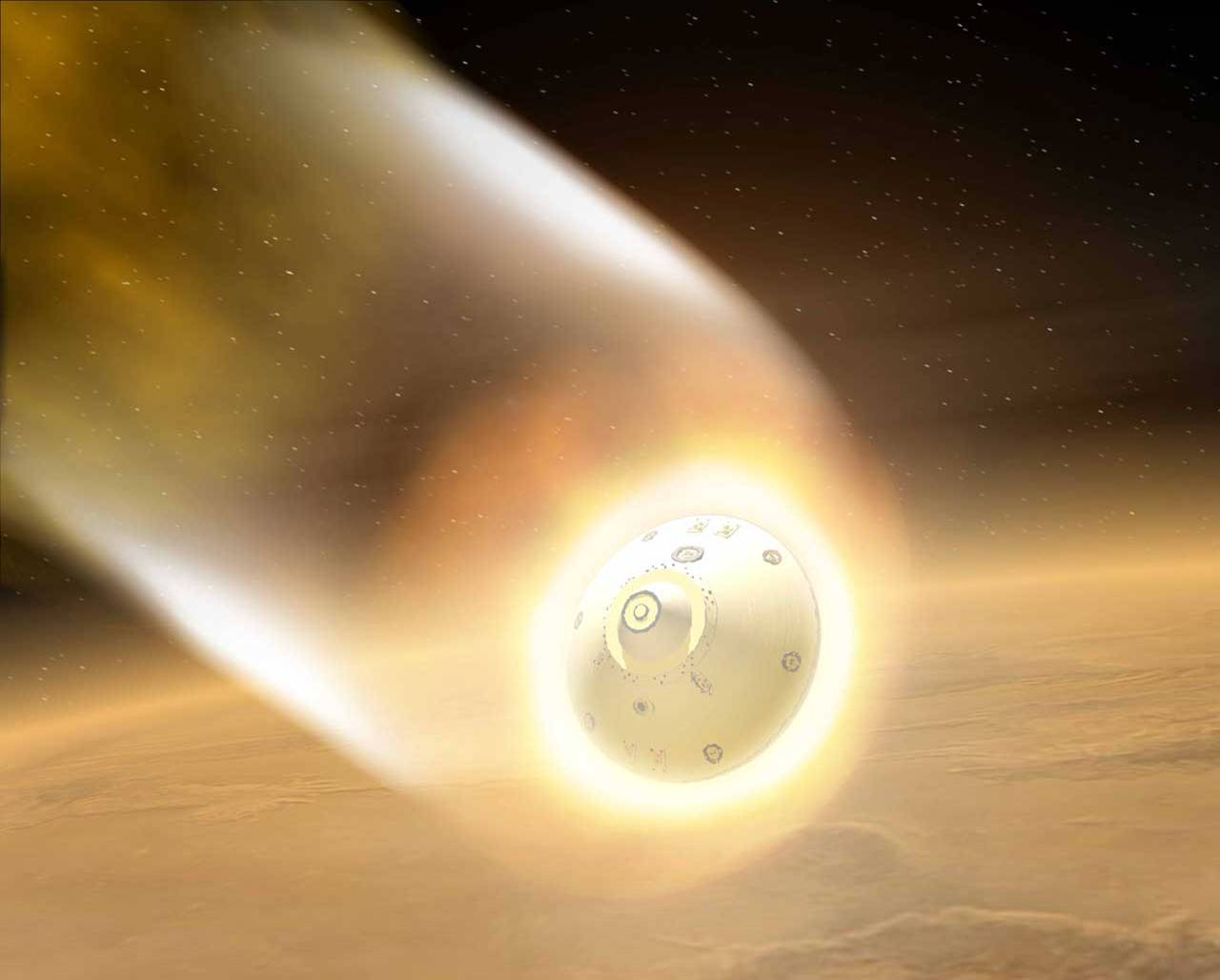
火星探测漫游者（MER）的整流罩在进入火星大气时情形的艺术想象图

大气进入（英語：atmospheric entry）是指物体从外層空间进入行星大气层的运动过程，因为与周围气体发生摩擦和绝热压缩释放高能量所以通常会伴有很远距离也可观测到其轨迹的激发态等离子。如果是人造航天器（如人造卫星、载人飞船、火箭、空天飞机等）离开地球大气层进入外太空后再重新进入地球大气层的运动，则称为“再入”（re-entry，繁体中文譯為重返）。例如，流星体穿过地球大氣墜落成隕石的撞击事件是大气进入却不算大气重返，但弹道导弹进行亚轨道飞行后的下降过程则是重返。
弹道弹头和消耗性飞行器在再入大气层时不需要减速，事实上，它们被制成流线型以保持速度。此外，从临近空间慢速返回地球（如从气球上跳伞）不需要热屏蔽，因为重力加速度不会对从大气层本身（或在大气层上方不远处）开始相对静止的物体产生足够的速度以造成显著的加热。
对于地球来说，重返发生在卡门线处，海拔100公里（62英里，54海里）上方的高度，而在金星则发生在250公里（160英里，30海里）处，火星在约80公里（50英里，43海里）处。

## 原理
人造或者自然物体从宇宙空间进入天体的大气层的过程被称作进入大气层（Atmospheric entry），在地球的场合指的是从宇宙空间一侧越过海拔为100km的卡门线的过程。从地面发射后离开大气层的人造航天载具重新进入大气层的过程被称作重返大气层（Atmospheric reentry）或重返（Re-entry）。
返回大气层根据其目的和过程被分为以下类型：
| 目的（原因）                 | 过程是否可控             | 是否破坏性 |
| ---------------------------- | ------------------------ | ---------- |
| 把航天器安全降落到行星表面   | 是                       | 否         |
| 洲际弹道导弹的弹道飞行后半程 | 是                       | 是         |
| 人为消灭航天器或太空垃圾     | 否，或任由其轨道自然衰减 | 是         |
| 因太空碰撞等意外而导致的返回 | 否                       | 是         |

返回式航天器的设计以安全可控地回到地面为目的。由于在目前的技术条件下返回大气层时航天器的速度极高，因此非破坏性返回的过程一般需要有特殊的措施来保护航天器避免受到气动力加热和震动、冲击等损害。由于载人航天一定有航天员返回地面的过程，因此这一过程也成为载人航天中风险较高的环节之一。

## 歷史
這種雙層隔熱板概念在1920年由羅伯特·戈達德提出，他說："流星進入大氣層的速度高達每秒30英里，但內部依然寒冷。因此，假如再返回物的表面覆蓋一層抗高溫（不易變質及難熔解）的物質後再用一層不太會導熱的耐高溫物質，這樣物體表面就不會受到太多的侵蝕"（節錄）。
而第一次實際應用到此系統是在洲际彈道導彈的重返速度增加所導致的气动力加热。早期的彈道導彈，如V2火箭，並沒有此問題。而中程彈道導彈，如蘇聯的R-5（有1200km）的射程，就需要陶瓷複合材料來保護。首個洲際彈道導彈（ICBM，射程達8000至12000km），則已正式進入了現代保護材料的時代。在美國，這技術是由艾姆斯研究中心（NASA Ames）任職的哈立·朱利安·艾倫率先開發。而蘇聯的Yuri A. Dunaev也曾在列寧格勒物理技術研究所開發類似的技術。

## 飛行器的形狀

### 鈍形飛行器
美國國家航空諮詢委員會的哈立·朱利安·艾倫、阿爾弗雷德·J·艾格斯在1951年發現了鈍形（高阻）防热大底具有最佳效果。因為返回式航天器的气动加熱與阻力係數成反比，即阻力愈大，熱負荷愈低。钝形重返舱使得气体不能快速离开，成为气垫层隔开了冲击波与加热振动层，使得大部分热空气不再直接接触重返舱，热能保持在冲击波气体中并在大气层中扩散。
艾倫和艾格斯的發現，最初被視為軍事秘密，但於1958年出版。鈍形理論的設計成為可行的隔熱板，都體現在水星、雙子星和阿波羅太空艙，使宇航員返回火熱的地球大氣層時仍生存。蘇聯的R-7洲際彈道導彈於1957年使用尖鼻的彈頭成功首次試射，但擊中目標區10公里以外，因而改為鈍鼻的彈頭。蘇聯的隔熱層由多層玻璃纖維與石棉textolite組成。

## 重返飞行器形状

### 球形或球形部分

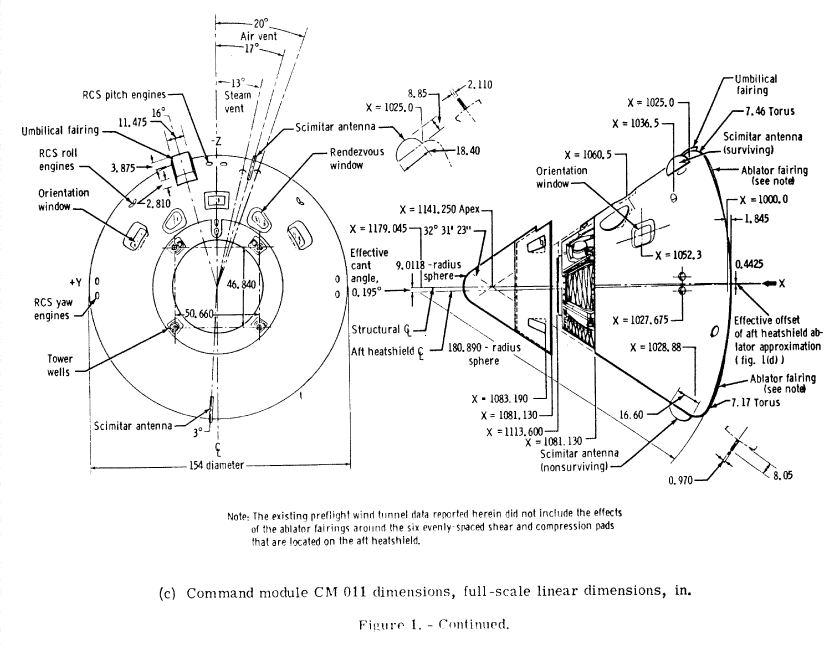
阿波罗飞船指令舱的重返形状

1950年代到1960年代，易于从理论上用Fay-Riddell方程建模分析。当时没有高速计算机，高速空气动力学还处于萌芽阶段。苏联的东方飞船、上升飞船、以及火星、金星探测器的下降舱；美国的阿波罗飞船指令舱都采用了球形防热大底。阿波罗飞船重返时的攻角−27°，升阻比0.368。联盟飞船、月球取样返回探测器、双子座飞船、水星号飞船都是如此设计。即使这少量的升力也使得从弹道式重返8-9g的峰值加速度减小到4-5g，同时大大减少了峰值气动加热。

### 球-圆锥形

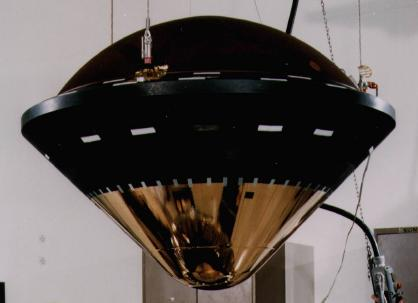
最终组装时的伽利略探测器

球-圆锥形是指截头圆锥与球形部分的结合。这具有更好的动态稳定性。

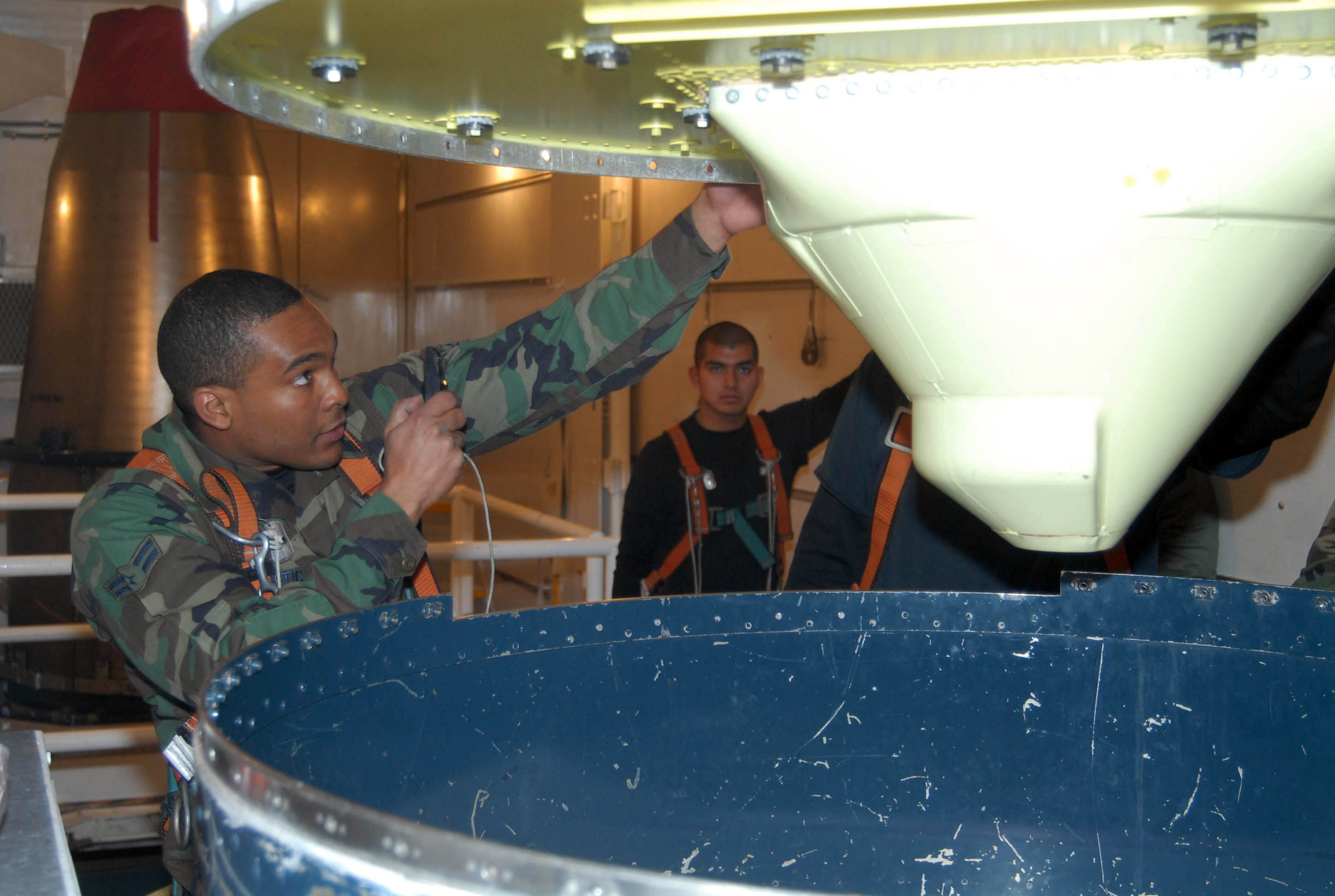
LGM-30民兵洲际导弹的重返段

美国最早的该构形的重返舱是通用电气于1955年开发的Mk-2 RV。使用了基于金属防热大底的辐射热防护系统(TPS)。Mk-2作为武器投射系统具有很大缺陷，由于低弹道系数使得其在上层大气中飞行时间太长，产生一股金属蒸汽尾流，极易于被雷达发现。

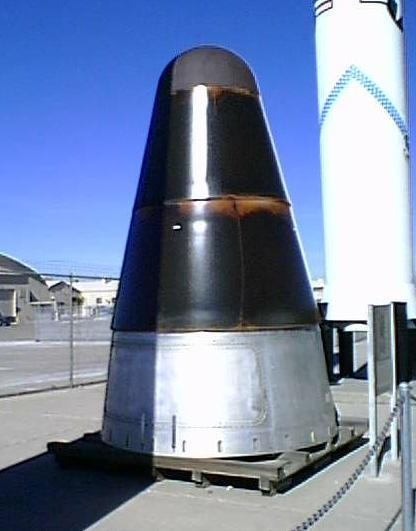
Mk-6 重返舱

通用电气研制的下一代重返舱是Mk-6，采用尼龙酚醛材质的防热大底，其效果非常好以至于可以大大减小锥体半角到12.5°. Mk-6的重返质量3360 kg，长3.1m。随着核武器小型化与烧蚀材料的进展，重返舱变得更轻、锥体半角减小到10°-11°.

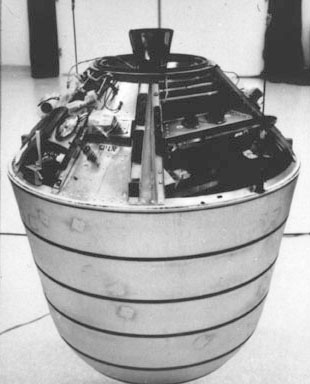
"发现者"侦察卫星的胶片返回舱

美国日冕侦察卫星是第一种非武器战斗部的重返舱。1959年2月28日首次发射。 February 1959). 

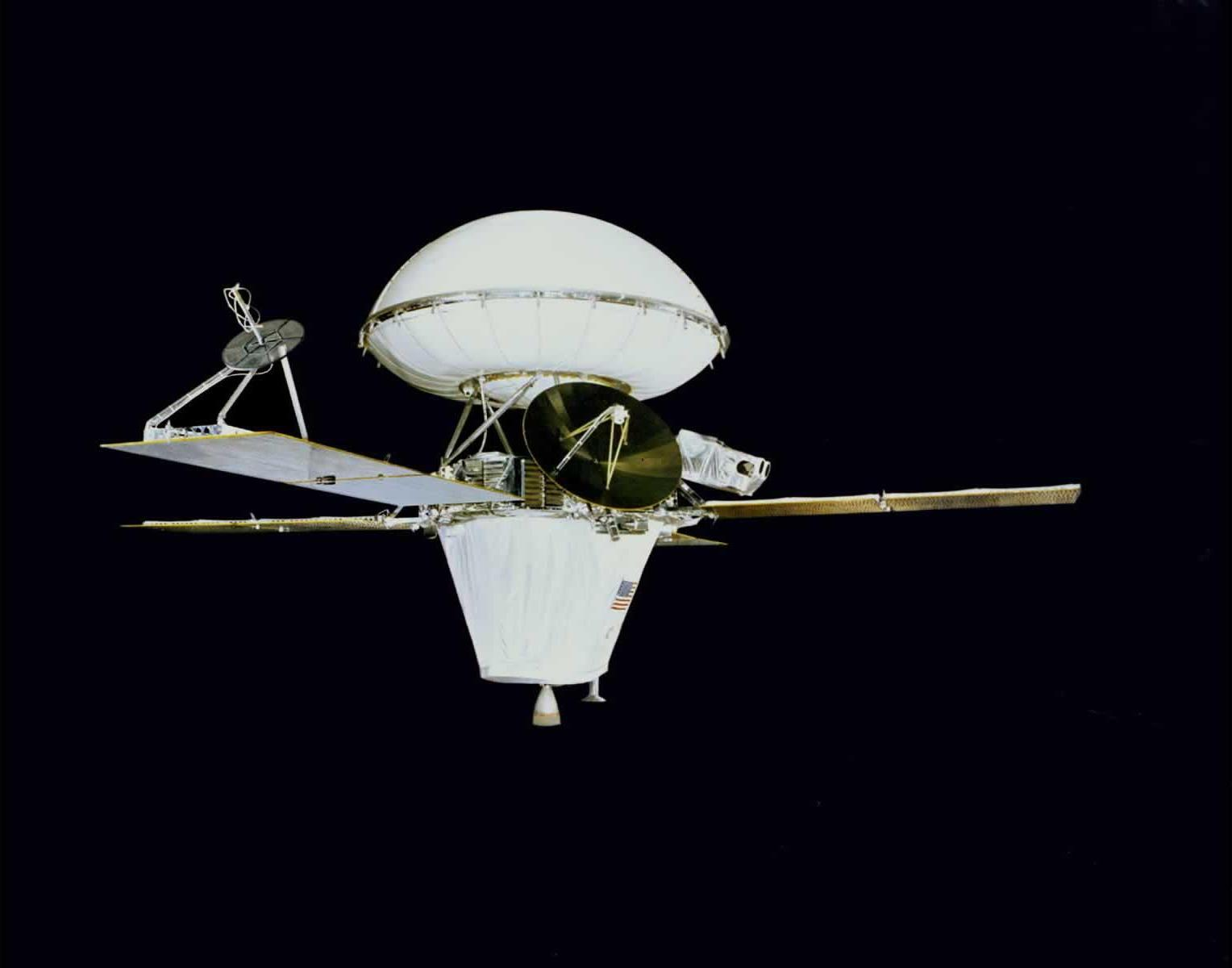
携带着陆器的海盗号轨道器

不同于军事目的的返回舱，空间探测器的返回舱采取更大的锥体半角显然可以减少对烧蚀材料的需要，降低死重。伽利略号探测器的下降舱的锥体半角达到了45°，海盗号火星着陆舱的锥体半角达到70°

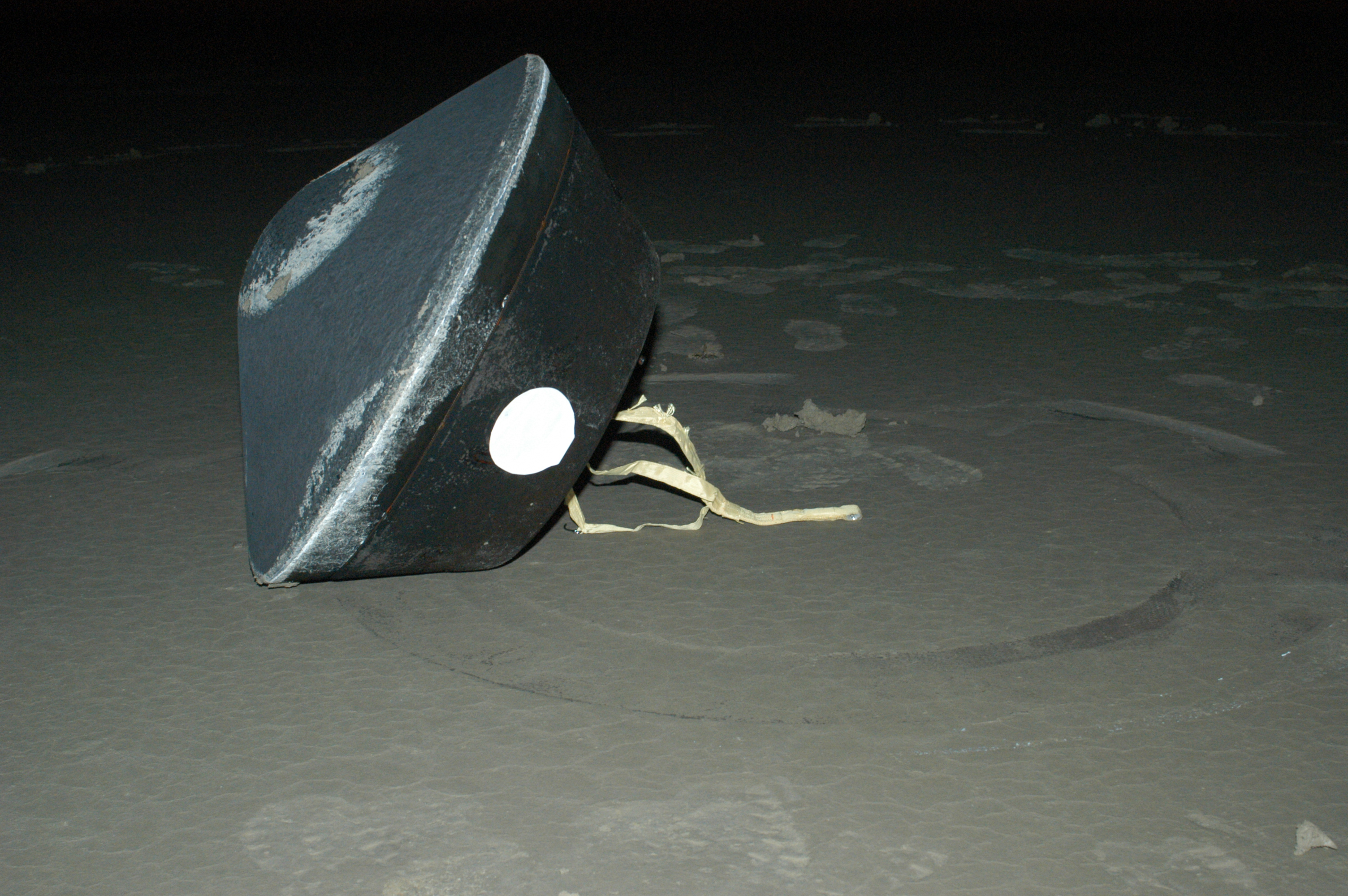
星尘号彗星采样重返舱

### 双锥形
双锥形是在球形-锥形上又增加了一个截头锥形。这具有非常好的升阻比，达到1.0以上。 

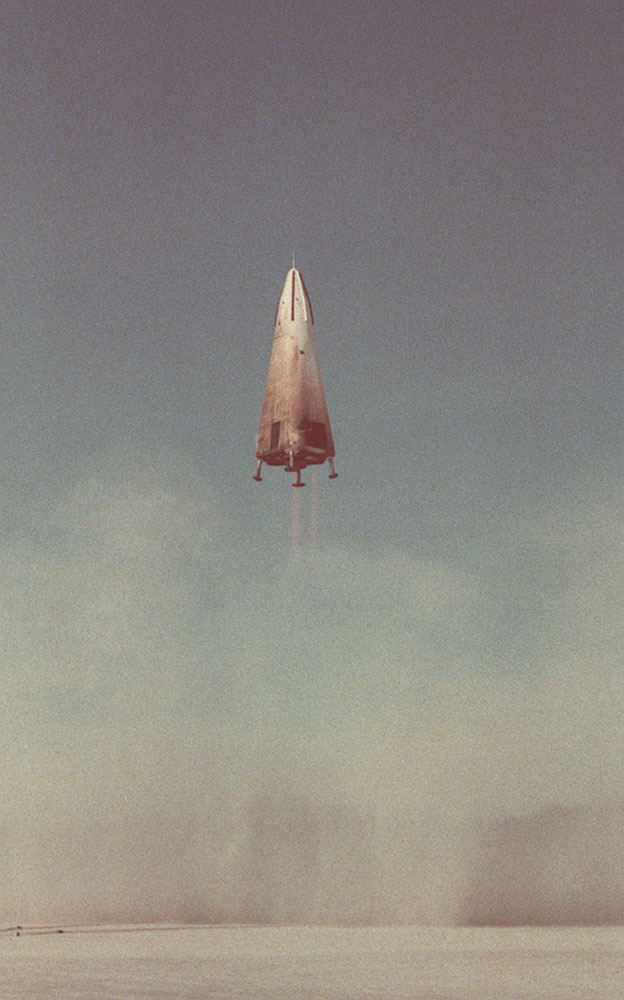
DC-X的首飞

### 非轴对称形状
用于载人重返舱，如采用三角翼的航天飞机、暴风雪号航天飞机，以及升力体如X-23 PRIME。

## 激波层气体物理
防热大底设计的经验规则是：激波层气体峰值温度（开尔文为单位）等于进入速度（单位m/s）。例如，宇宙飞船以7.8 km/s进入大气层，激波层气体峰值温度7800 K。因为动能增加与速度的平方成正比，而气体的比热容随温度而大幅度增加（这不同于固体在通常条件下可以假设比热容不变）。
在典型的重返温度，激波层大气是被电离与解离的。这种化学解离必须一些物理模型以描述激波层的热与化学性质。对于设计防热大底的航宇工程师有4种气体基本物理模型：

### 理想气体模型
几乎所有的航太工程师在本科时学过理想气体模型。大部分的理想气体方程与对应的表与图在NACA Report 1135中给出。NACA Report 1135的摘要经常出现在热动力学课本的附录被航宇工程师熟悉。
理想气体理论非常精巧并在设计飞机时非常有用，但它假定气体是化学惰性的。从飞机设计角度，大气温度低于550 K时可以假定气体为惰性的。气温550 K时理想气体理论开始出现问题而气温超过2000 K将不再适用，这时防热大底设计者必须使用真实气体模型。

## 再入角
再入角的大小直接影响到航天器在大气层里的航程。若再入角过小，航天器可能只在大气层边缘掠过而无法进入；若过大则会受到较大的空气阻力，可能会使气动力加热严重进而导致航天器燃烧。一般无人航天器再入大气层时，再入角在3°~8°之间，不会超过10°。为使最大制动过载不超过人体所能耐受的限度（10倍重力加速度），以第一宇宙速度再入的载人飞船必须以小于3°的再入角进入大气层。

## 外部鏈結
- 艾姆斯研究中心（NASA Ames） （页面存档备份，存于）